# علجان أبلاشي
العلجان الأبلاشيّ أو القصب الأبلاشيّ هو خيزران خشبي واطن في جبال الأبالاش في جنوب شرق الولايات المتحدة.